# Kneajîn, Ciudniv
Kneajîn (în ucraineană Княжин) este un sat în comuna Turciînivka din raionul Ciudniv, regiunea Jîtomîr, Ucraina.

## Demografie
Componența lingvistică a localității Kneajîn
     Ucraineană (98,25%)
     Rusă (1,75%)
Conform recensământului din 2001, majoritatea populației localității Kneajîn era vorbitoare de ucraineană (98,25%), existând în minoritate și vorbitori de rusă (1,75%).